# Edward Whalley
Pour les articles homonymes, voir Whalley.
Lord Edward Whalley (env. 1615 - env. 1675) est le général en chef de la New Model Army durant la Première Révolution anglaise. Cousin éloigné de Cromwell, il fut chef de ses armées, faisant de lui l'un des plus importants personnages de l'époque. Les Whalley font partie de la haute aristocratie britannique, leur domaine se situe dans le comté de Whalley dans le Lancashire.
En janvier 1649, il signe l'arrêt de mort de Charles Ier, faisant ainsi de lui un régicide.
En avril 1649, plusieurs soldats de son régiment, en poste à Bishopsgate, Londres, refusent de se battre en Irlande tant que le programme politique des Niveleurs n'est pas adopté et qu'ils n'ont pas reçu leurs arrérages de paie: c'est la  mutinerie de Bishopsgate. On leur donne alors l'ordre de quitter Londres et quand ils s'y refusent, 15 soldats sont arrêtés, jugés en cour martiale et six d'entre eux écopent de la peine capitale. Cinq sont pardonnés par la suite, mais Robert Lockier, un ancien Agitateur, est exécuté par pendaison le 27 avril 1649.